# Arboretum des Grands-Murcins
El Arboreto de los Grands-Murcins (en francés: Arboretum des Grands-Murcins) es un arboreto y jardín botánico  de 3 hectáreas de extensión,  de propiedad privada, en Arcon, Francia.
El código de identificación del Arboretum des Grands-Murcins en el "Botanic Gardens Conservation Internacional" (BGCI), así como las siglas de su herbario es AGM.

## Localización
El arboreto está situado a una altitud de 760 m s. n. m.
Arboretum des Grands-Murcins, Arcon, département du Ain, Rhône-Alpes, France-Francia.
Planos y vistas satelitales.46°12′12.96″N 5°8′33.36″E / 46.2036000, 5.1426000
Es visitable a diario en el mes de mayo. La entrada es libre.

## Historia
El arboretum fue creado entre 1936-1937 por la asociación de amigos de los árboles y la colaboración de la caja de ahorros de Roanne, en una parcela experimental de 2 hectáreas a una altitud de 760 metros. 
El director de la Caja de Ahorros de Roanne en el momento, el Sr. Burdin, que fue uno de los impulsores más decididos en el origen de este arboreto; su intención era que los hijos de los empleados pudieran tener un lugar en el campo para pasar sus vacaciones.
Fue restaurado en la década de 1980 con la ayuda de la « Office National des Forêts » (Oficina Nacional de los Bosques), y en 1990 la caja de ahorros Loire-Drôme-Ardèche amplió su área con el tamaño actual. 
En 1992 fue creada una extensión del arboreto  (arboretum No. 2). Incluye una serie de especies de madera dura, incluyendo una gran colección de Serbales y Alisos (género Sorbus): 26 especies y algunos híbridos.
Desde febrero de 2011 es propiedad de la "comunidad de municipios de la Côte roannaise" (CCCR) y la comunidad de comunas "communauté de commune de l'Ouest Roannais" (CCOR). 
Su gestión científica se confía a la asociación « l'association des amis des arbres de la Loire et de l'Arboretum des Grands-Murcins » (Amigos de los árboles del Loira y del Arboretum des Grands Murcins).

## Colecciones botánicas
En este arboreto contiene unas 400 especies, incluyendo secuoya, abeto Douglas, y otros grandes árboles del oeste americano, así como Cryptomeria japonica, cedro, robles americanos, cereza y nogal. Se encuentra dentro de un bosque más grande (150 hectáreas), con senderos para caminar.
El arboreto está abierto al público en general. También se puede visitar una carpoteca (colección de semillas).